# Ліга чемпіонів УЄФА 1998—1999
Ліга чемпіонів УЄФА 1998–1999 — 44-ий турнір між найкращими клубами європейських країн і 7-ий такий турнір у форматі Ліги чемпіонів УЄФА. Фінал відбувся на «Камп Ноу» в Барселоні 26 травня 1999 року. Переможцем став англійський «Манчестер Юнайтед», здобувши у фіналі вольову перемогу над німецькою «Баварією» двома забитими м'ячами в доданий час. Київське «Динамо», ведене Валерієм Лобановським, дійшло до півфіналу, повторивши власний рекорд у цьому турнірі (раніше «Динамо» проходило у півфінал Кубка європейських чемпіонів у 1977 і 1987 роках).

## Кваліфікаційні раунди

### Перший кваліфікаційний раунд
| Команда 1          | Заг. | Команда 2              | 1-й матч | 2-й матч |
| ------------------ | ---- | ---------------------- | -------- | -------- |
| «Сілекс»           | 1:2  | «Брюгге»               | 0:0      | 1:2      |
| ЛКС                | 7:2  | «Гянджа»               | 4:1      | 3:1      |
| «Літекс»           | 3:2  | «Гальмстад»            | 2:0      | 1:2      |
| «Грассгоппер»      | 8:0  | «Женесс»               | 6:0      | 2:0      |
| «Селтік»           | 2:0  | «Сент-Патрікс Атлетік» | 0:0      | 2:0      |
| «Кареда»           | 0:4  | «Марибор»              | 0:3      | 0:1      |
| «Динамо» (Київ)    | 10:1 | «Баррі Таун»           | 8:0      | 2:1      |
| «Кліфтонвілль»     | 1:13 | «Кошице»               | 1:5      | 0:8      |
| «Сконто»           | 2:1  | «Динамо» (Мінськ)      | 0:0      | 2:1      |
| «Валетта»          | 0:8  | «Анортосіс»            | 0:2      | 0:6      |
| «Бейтар»           | 5:1  | «Б-36»                 | 4:1      | 1:0      |
| «Динамо» (Тбілісі) | 4:3  | «Влазнія»              | 3:0      | 1:3      |
| ГІК                | 5:0  | «Єреван»               | 2:0      | 3:0      |
| «Обіліч»           | 4:1  | Вестманнаейя           | 2:0      | 2:1      |
| «Зімбру»           | 2:3  | «Уйпешт»               | 1:0      | 1:3      |
| «Стяуа»            | 5:4  | «Флора»                | 4:1      | 1:3      |

### Другий кваліфікаційний раунд
| Команда 1           | Заг.   | Команда 2          | 1-й матч | 2-й матч |
| ------------------- | ------ | ------------------ | -------- | -------- |
| «Русенборг»         | (ч)4:4 | «Брюгге»           | 2:0      | 2:4      |
| «Манчестер Юнайтед» | 2:0    | ЛКС                | 2:0      | 0:0      |
| «Літекс»            | 2:11   | «Спартак»          | 0:5      | 2:6      |
| «Галатасарай»       | 5:3    | «Грассгоппер»      | 2:1      | 3:2      |
| «Селтік»            | 1:3    | «Кроаціа» (Загреб) | 1:0      | 0:3      |
| «Марибор»           | 3:5    | ПСВ                | 2:1      | 1:4      |
| «Динамо» (Київ)     | (п)1:1 | «Спарта»           | 0:1      | 1:0(о)   |
| «Кошице»            | 1:2    | «Брондбю»          | 0:2      | 1:0      |
| «Інтер»             | 7:1    | «Сконто»           | 4:0      | 3:1      |
| «Олімпіакос»        | 6:3    | «Анортосіс»        | 2:1      | 4:2      |
| «Бенфіка»           | 8:4    | «Бейтар»           | 6:0      | 2:4      |
| «Динамо» (Тбілісі)  | 2:2(ч) | «Атлетік»          | 2:1      | 0:1      |
| ГІК                 | 2:1    | «Мец»              | 1:0      | 1:1      |
| «Баварія»           | 5:1    | «Обіліч»           | 4:0      | 1:1      |
| «Штурм»             | 7:2    | «Уйпешт»           | 4:0      | 3:2      |
| «Стяуа»             | 5:8    | «Панатінаїкос»     | 2:2      | 3:6      |

1. ↑  Цей матч було зіграно на стадіоні Нефтохімік в Бурґасі, оскільки стадіон Літекса у Ловечі не відповідав стандартам УЄФА.
2. ↑  Цей матч було зіграно на стадіоні «Ціріон» в Лімасолі, оскільки домашній стадіон «Анортосіса» в Ларнаці не відповідав стандартам УЄФА.
3. ↑  Цей матч було зіграно на стадіоні «Партизан» в Белґраді, оскільки стадіон «Обіліч» не відповідав стандартам УЄФА.

## Груповий етап
Команди виділено жирним шрифтом та кольором:
| Команди, що пройшли з першого місця |
| Команди, що пройшли з другого місця |

### Група A
| Команда            | І | В | Н | П | МЗ | МП | РМ | О  |
| ------------------ | - | - | - | - | -- | -- | -- | -- |
| «Олімпіакос»       | 6 | 3 | 2 | 1 | 8  | 6  | +2 | 11 |
| «Кроація» (Загреб) | 6 | 2 | 2 | 2 | 5  | 7  | −2 | 8  |
| «Порту»            | 6 | 2 | 1 | 3 | 11 | 9  | +2 | 7  |
| «Аякс»             | 6 | 2 | 1 | 3 | 4  | 6  | −2 | 7  |

| ОЛІ   | КРО   | ПОР   | АЯК   |
| ----- | ----- | ----- | ----- |
| —     | 2 — 0 | 2 — 1 | 1 — 0 |
| 1 — 1 | —     | 3 — 1 | 0 — 0 |
| 2 — 2 | 3 — 0 | —     | 3 — 0 |
| 2 — 0 | 0 — 1 | 2 — 1 | —     |

### Група B
| Команда       | І | В | Н | П | МЗ | МП | РМ | О |
| ------------- | - | - | - | - | -- | -- | -- | - |
| «Ювентус»     | 6 | 1 | 5 | 0 | 7  | 5  | +2 | 8 |
| «Галатасарай» | 6 | 2 | 2 | 2 | 8  | 8  | 0  | 8 |
| «Русенборг»   | 6 | 2 | 2 | 2 | 7  | 8  | −1 | 8 |
| «Атлетик»     | 6 | 1 | 3 | 2 | 5  | 6  | −1 | 6 |

| ЮВЕ   | ҐАЛ   | РУС   | АТЛ   |
| ----- | ----- | ----- | ----- |
| —     | 2 — 2 | 2 — 0 | 1 — 1 |
| 1 — 1 | —     | 3 — 0 | 2 — 1 |
| 1 — 1 | 3 — 0 | —     | 2 — 1 |
| 0 — 0 | 1 — 0 | 1 — 1 | —     |

### Група C
| Команда   | І | В | Н | П | МЗ | МП | РМ  | О  |
| --------- | - | - | - | - | -- | -- | --- | -- |
| «Інтер»   | 6 | 4 | 1 | 1 | 9  | 5  | +4  | 13 |
| «Реал»    | 6 | 4 | 0 | 2 | 17 | 8  | +9  | 12 |
| «Спартак» | 6 | 2 | 2 | 2 | 7  | 6  | +1  | 8  |
| «Штурм»   | 6 | 0 | 1 | 5 | 2  | 16 | −14 | 1  |

| ІНТ   | РЕА   | СПА   | ШТУ   |
| ----- | ----- | ----- | ----- |
| —     | 3 — 1 | 2 — 1 | 1 — 0 |
| 2 — 0 | —     | 2 — 1 | 6 — 1 |
| 1 — 1 | 2 — 1 | —     | 0 — 0 |
| 0 — 2 | 1 — 5 | 0 — 2 | —     |

### Група D
| Команда             | І | В | Н | П | МЗ | МП | РМ  | О  |
| ------------------- | - | - | - | - | -- | -- | --- | -- |
| «Баварія»           | 6 | 3 | 2 | 1 | 9  | 6  | +3  | 11 |
| «Манчестер Юнайтед» | 6 | 2 | 4 | 0 | 20 | 11 | +9  | 10 |
| «Барселона»         | 6 | 2 | 2 | 2 | 11 | 9  | +2  | 8  |
| «Брондбю»           | 6 | 1 | 0 | 5 | 4  | 18 | −14 | 3  |

| БАВ   | МАН   | БАР   | БРО   |
| ----- | ----- | ----- | ----- |
| —     | 2 — 2 | 1 — 0 | 2 — 0 |
| 1 — 1 | —     | 3 — 3 | 5 — 0 |
| 1 — 2 | 3 — 3 | —     | 2 — 0 |
| 2 — 1 | 2 — 6 | 0 — 2 | —     |

### Група E
| Команда         | І | В | Н | П | МЗ | МП | РМ | О  |
| --------------- | - | - | - | - | -- | -- | -- | -- |
| «Динамо» (Київ) | 6 | 3 | 2 | 1 | 11 | 7  | +4 | 11 |
| «Ланс»          | 6 | 2 | 2 | 2 | 5  | 6  | −1 | 8  |
| «Арсенал»       | 6 | 2 | 2 | 2 | 8  | 8  | 0  | 8  |
| «Панатінаїкос»  | 6 | 2 | 0 | 4 | 6  | 9  | −3 | 6  |

| ДИН   | ЛАН   | АРС   | ПАН   |
| ----- | ----- | ----- | ----- |
| —     | 1 — 1 | 3 — 1 | 2 — 1 |
| 1 — 3 | —     | 1 — 1 | 1 — 0 |
| 1 — 1 | 0 — 1 | —     | 2 — 1 |
| 2 — 1 | 1 — 0 | 1 — 3 | —     |

### Група F
| Команда          | І | В | Н | П | МЗ | МП | РМ | О  |
| ---------------- | - | - | - | - | -- | -- | -- | -- |
| «Кайзерслаутерн» | 6 | 4 | 1 | 1 | 12 | 6  | +6 | 13 |
| «Бенфіка»        | 6 | 2 | 2 | 2 | 8  | 9  | −1 | 8  |
| ПСВ              | 6 | 2 | 1 | 3 | 10 | 11 | −1 | 7  |
| ГІК              | 6 | 1 | 2 | 3 | 8  | 12 | −4 | 5  |

| КАЙ   | БЕН   | ПСВ   | ГІК   |
| ----- | ----- | ----- | ----- |
| —     | 1 — 0 | 3 — 1 | 5 — 2 |
| 2 — 1 | —     | 2 — 1 | 2 — 2 |
| 1 — 2 | 2 — 2 | —     | 2 — 1 |
| 0 — 0 | 2 — 0 | 1 — 3 | —     |

### Таблиця других місць
Окрім переможців груп, до чвертьфіналу проходили дві найкращі команди, з-поміж тих, які зайняли друге місце у своїх групах.
| Команда             | І | В | Н | П | МЗ | МП | РМ | О  |
| ------------------- | - | - | - | - | -- | -- | -- | -- |
| «Реал»              | 6 | 4 | 0 | 2 | 17 | 8  | +9 | 12 |
| «Манчестер Юнайтед» | 6 | 2 | 4 | 0 | 20 | 11 | +9 | 10 |
| «Галатасарай»       | 6 | 2 | 2 | 2 | 8  | 8  | 0  | 8  |
| «Бенфіка»           | 6 | 2 | 2 | 2 | 8  | 9  | −1 | 8  |
| «Ланс»              | 6 | 2 | 2 | 2 | 5  | 6  | −1 | 8  |
| «Кроаціа» (Загреб)  | 6 | 2 | 2 | 2 | 5  | 7  | −2 | 8  |

### Чвертьфінали
| Команда 1           | Заг. | Команда 2        | 1-й матч | 2-й матч |
| ------------------- | ---- | ---------------- | -------- | -------- |
| «Реал»              | 1–3  | «Динамо» (Київ)  | 1–1      | 0–2      |
| «Манчестер Юнайтед» | 3–1  | «Інтер»          | 2–0      | 1–1      |
| «Ювентус»           | 3–2  | «Олімпіакос»     | 2–1      | 1–1      |
| «Баварія»           | 6–0  | «Кайзерслаутерн» | 2–0      | 4–0      |

### Півфінали
| Команда 1           | Заг. | Команда 2 | 1-й матч | 2-й матч |
| ------------------- | ---- | --------- | -------- | -------- |
| «Манчестер Юнайтед» | 4–3  | «Ювентус» | 1–1      | 3–2      |
| «Динамо» (Київ)     | 3–4  | «Баварія» | 3–3      | 0–1      |

### Фінал
| 26 травня 1999 20:45 ЦЄЛЧ |

| «Манчестер Юнайтед»          | 2 — 1 | «Баварія» |
| ---------------------------- | ----- | --------- |
| Шерінгем 90+1' Сульшер 90+3' |       | Баслер 6' |

| Камп Ноу, Барселона Глядачів: 90,000 Арбітр: П'єрлуїджі Колліна (Італія) |

| Переможець Ліги чемпіонів УЄФА 1998-1999 |
| ---------------------------------------- |
| Англія                                   |
| Манчестер Юнайтед Другий титул           |

## Виступ київського «Динамо»
У півфіналі «динамівці» зустрічалися з мюнхенською «Баварією». Перша гра проходила в Києві на НСК «Олімпійському». Після 50 хв. зустрічі рахунок був 3:1 на користь киян, проте Штефан Еффенберґ скоротив відставання до 2:3, а на останній, 90-й хвилині основного часу Карстен Янкер зумів зрівняти рахунок.
|  | За всю мою кар'єру було дві невдачі, які невідомо чому трапились, два абсолютно неймовірних матчі — 3:4 в Мексиці і 3:3 з «Баварією»… |

|  | Та й у матчі-відповіді «Динамо» було кращим — лише у Шевченка було багато гольових моментів, втім безрезультатно. А гол Маріо Баслера в першому таймі поставив перед киянами непосильне завдання. Так «динамівці» втратили найреальніший шанс виграти найпрестижніший клубний європейський турнір, і минули черговий пік своєї слави. |

22-річний Андрій Шевченко отримав приз найкращого клубного нападника Європи за версією УЄФА.